# 2875 Лагерквіст
2875 Лагерквіст (2875 Lagerkvist) — астероїд головного поясу, відкритий 11 лютого 1983 року.
Тіссеранів параметр щодо Юпітера — 3,301.